# Acridocarpus katangensis
Acridocarpus katangensis là một loài thực vật có hoa trong họ Malpighiaceae. Loài này được De Wild. mô tả khoa học đầu tiên năm 1902.